# Municipio de Lebanon (condado de Cooper)
El municipio de Lebanon (en inglés: Lebanon Township) es un municipio ubicado en el condado de Cooper en el estado estadounidense de Misuri. En el año 2010 tenía una población de 329 habitantes y una densidad poblacional de 3 personas por km².

## Geografía
El municipio de Lebanon se encuentra ubicado en las coordenadas 38°44′16″N 92°56′10″O / 38.73778, -92.93611. Según la Oficina del Censo de los Estados Unidos, el municipio tiene una superficie total de 109.58 km², de la cual 109,57 km² corresponden a tierra firme y (0,01 %) 0,01 km² es agua.

## Demografía
Según el censo de 2010, había 329 personas residiendo en el municipio de Lebanon. La densidad de población era de 3 hab./km². De los 329 habitantes, el municipio de Lebanon estaba compuesto por el 97,87 % blancos, el 0,61 % eran afroamericanos, el 0,91 % eran asiáticos, el 0,3 % eran de otras razas y el 0,3 % eran de una mezcla de razas. Del total de la población el 0,3 % eran hispanos o latinos de cualquier raza.